# Kuratorium für Elektrotechnik
Das Kuratorium für Elektrotechnik (KFE) in Wien (Österreich) ist ein nach wirtschaftlichen Kriterien geführter, nicht auf Gewinn gerichteter, unpolitischer Verein als Dienstleistungsorganisation für das Elektrotechnikergewerbe und sein Tätigkeitsbereich erstreckt sich über das ganze Bundesgebiet Österreichs.
Der Verein hat zirka 400 Mitglieder.
Das strategische Ziel des KFE ist es, einen Mehrwert für seine Mitglieder zu erreichen. Um dies umzusetzen, kooperiert das KFE eng auch mit politischen Entscheidungsträgern, Sozialpartnern und mit Wirtschaftsunternehmen. Das KFE bietet auch eine Gesprächs- und Arbeitsplattform für Wissenschaft, Beratung, Verwaltung, Industrie und Praxis. Zum Vorteil seiner Mitglieder schätzt das KFE neue Technologien ein und beschreibt den Stand der Technik und definiert die gute elektrotechnische Praxis.

## Zweck / Aufgaben
Zweck des Kuratoriums ist es gemäß § 2 der Statuten, nach Maßgabe österreichischer, europäischer und internationaler Rechtsvorschriften, Richtlinien, Normen und normativer Dokumente (Auswahl):
- die Förderung der Qualität und Güte von elektrotechnischen Anlagen,
- die Veranlassung der Überprüfung elektrotechnischer und elektronischer Anlagen und Geräten hinsichtlich der technischen und qualitätsmäßigen Ausführung im Interesse der Wirtschaftstreibenden und der Konsumenten,
- die Bekämpfung unbefugter Gewerbeausübung,
- die Förderung technischer und wirtschaftlicher Kenntnisse einschlägig tätiger Personen durch Organisation und Durchführung von Ausbildungsmaßnahmen,
- die Erarbeitung und Verarbeitung wirtschaftlicher, im Zusammenhang mit der Herstellung elektrotechnischer Anlagen stehender Erfordernisse,
- die Organisation und Durchführung von Aktionen hinsichtlich gemeinsamer PR, Werbe- und Einkaufsmaßnahmen,
- die Organisation und Durchführung von Exkursionen, Studien- und Gesellschaftsreisen,
- die Tätigkeit als Zertifizierungs- und Qualifizierungsstelle mit dem Zweck, die Fähigkeit und Qualität von Personen und Unternehmen auf der Basis europäischer und internationalen Normen und normativer Dokumente zu bestätigen und zu zertifizieren,
- die Durchführung von gesetzlich vorgeschriebenen Überprüfung von technischen Einrichtungen, Apparaten und Armaturen,
- die Erarbeitung von und das Mitwirken bei der Schaffung von technischen Regeln, Standards und Bestimmungen sowie deren Förderung und Verbreitung,
- die Mitgliedschaft bei anderen Vereinen und Institutionen, die gleiche oder ähnliche Zwecke verfolgen, auch durch Schaffung von gemeinsamen Funktions- und Organisationseinrichtungen.

### Aus- und Weiterbildung für die Mitglieder
Das KFE veranstaltet Seminare, Workshops, Lehrgänge und ähnliches mit Teilnehmern aus ganz Österreich. Seminare, Workshops, Lehrgänge etc. finden im gesamten Bundesgebiet statt.

## Organisation
Organe des KFE sind gemäß § 8 der Statuten:
- die Generalversammlung,
- der Vorstand,
- die Rechnungsprüfer,
- das Schiedsgericht.

### Generalversammlung
Die ordentliche Generalversammlung findet gemäß § 9 der Statuten jährlich einmal statt.
Der Generalversammlung sind vorbehalten:
- die Wahl des Vorstandes und zweier Rechnungsprüfer,
- die Festsetzung der Beitrittsgebühr und der Mitgliedsbeiträge,
- die Änderung der Statuten,
- die Auflösung des Kuratoriums,
- die Aufnahme von Ehrenmitgliedern sowie die Aberkennung deren Mitgliedschaft.

### Vorstand
Der KFE-Vorstand besteht gemäß § 10 der Statuten aus mindestens sechs, höchstens jedoch zwölf Mitgliedern, welche von der Generalversammlung auf 5 Jahre gewählt werden.
Der Vorstand wählt das Präsidium.
Weiters bestimmt der Vorstand den Schriftführer, dessen Stellvertreter, den Kassier und dessen Stellvertreter sowie die Vorsitzenden der Referate oder Beiräte.

#### Präsidium
Präsident ist Erich Buza, Geschäftsführender Präsident ist Christian Bräuer. Weitere Mitglieder im Vorstand sind: Thomas Hauser, Markus Kiss, Sascha Klimmer, Günther Kober, Alexander Kränkl, Bernhard Wilke und Andreas Wirth.

### Rechnungsprüfer
Die Rechnungsprüfer werden gemäß § 13 der Statuten von der Generalversammlung auf die Dauer von fünf Jahren bestellt.

### Schiedsgericht
Das Schiedsgericht entscheidet gemäß § 14 der Statuten in allen Streitigkeiten aus dem Kuratoriumsverhältnis zwischen dem Vorstand und den einzelnen Mitgliedern als auch zwischen den letzteren untereinander.

### Mittelaufbringung
Die erforderlichen finanziellen Mittel werden gemäß § 3 der Statuten durch:
- Mitgliedsbeiträge;
- freiwillige Spenden, Subventionen, Zuschüsse;
- Prüf- bzw. Zertifizierungsbeiträgen (Gebühren);
- Honorare und Vergütungen für Veranstaltungen, Veröffentlichungen und
- sonstige Leistungen des Kuratoriums aufgebracht.

## Akkreditierung
Das Kuratoriums für Elektrotechnik erhielt die Akkreditierung als Stelle, die Produkte (gemäß ÖNORM EN 45011) und Personal (gemäß ÖVE/ÖNORM EN ISO/IEC 17024) zertifiziert durch Verordnung des Bundesministers für Wirtschaft, Familie und Jugend auf Grund des § 17 Abs. 1 des Akkreditierungsgesetzes.
Die Zertifizierungsbefugnis für Produkte umfasst:
- Brandmeldeanlagen – Aufbau und Betrieb,
- Qualifikation von Elektro-Installations-Unternehmen;

Die Zertifizierungsbefugnis für Personal umfasst die Zertifizierung von KFE-Technikern für Elektrotechnik.

## Publikationsorgan

### Mitteilungen des Kuratoriums für Elektrotechnik
Das KFE publiziert als Medieninhaber und Herausgeber die Mitteilungen des Kuratoriums für Elektrotechnik. Verantwortlicher Redakteur ist Bernhard Wilke.
Die allgemeine Ausrichtung des Publikationsorganes (Blattlinie) ist es, die technischen und wirtschaftlichen Interessen der Elektrotechniker zu vertreten. Die Mitteilungen des Kuratoriums für Elektrotechnik dient auch der Information der Leser über die für die Führung eines Unternehmens in wirtschaftlicher, gesellschaftspolitischer, rechtlicher und technischer Hinsicht bedeutenden Fakten und Meinungen.

### AV-News
AV-News ist das offizielle Organ der Bundesberufsgruppe der Kommunikationselektroniker im Rahmen des KFE (als Herausgeber und Verleger). Verantwortlicher Redakteur ist Martin Karall. Die Redaktion wird von Ernst Matzke geleitet.
Die allgemeine Ausrichtung des Publikationsorganes (Blattlinie) ist es, die technischen und wirtschaftlichen Interessen der Elektrotechniker und Kommunikationselektroniker zu vertreten und das Medium dient der Information der Leser über die für die Führung eines Unternehmens in wirtschaftlicher, gesellschaftspolitischer, rechtlicher und technischer Hinsicht bedeutenden Fakten und Meinungen.